# Cumali Bişi
Cumali Bişi (* 15. Juni 1993 in Gebze) ist ein türkischer Fußballspieler.

## Karriere

### Vereinskarriere
Cumali Bişi begann mit dem Vereinsfußball in der Jugend von Darıca Gençlerbirliği und wechselte 2007, mit einem Profivertrag ausgestattet, in die Jugend von Beşiktaş Istanbul. Hier spielte er drei Spielzeiten lang ausschließlich für die Jugend- bzw. später für die Reservemannschaft. 2010 trainierte er neben seiner Tätigkeit bei der Reservemannschaft auch bei den Profis. Am 16. Mai 2010 debütierte er bei einem Ligaspiel gegen Bursaspor. In der nachfolgenden Saison spielte er auch fast ausschließlich für die Reserve und machte wieder nur ein Spiel für die Profis.
Die nächste Spielzeit verbrachte er als Leihgabe bei Çaykur Rizespor. Zum Ende der Saison 2011/12 wurde er für eine weitere Spielzeit an Rizespor verliehen. Kurze Zeit nach dieser Verlängerung seiner Leihdauer, wurde sein Wechsel samt Ablöse zu Rizespor bekanntgegeben. Zusammen mit Sezer Özmen, der ebenfalls in der Vorsaison von Beşiktaş an Rizespor ausgeliehen war, wechselte Bişi gegen eine Ablösesumme von 350.000 TL zum Schwarzmeerklub. In der zweiten Saison bei Rizespor etablierte er sich als Stammspieler. Mit seinem Team wurde er Vizemeister der TFF 1. Lig und stieg damit in die Süper Lig auf.
Für die Saison 2014/15 wurde er an Adana Demirspor ausgeliehen.
Im Januar 2016 verließ er Rizespor endgültig und wechselte zum Zweitligisten Boluspor. Nach einem Jahr für Boluspor wechselte er zum Ligarivalen Büyükşehir Gaziantepspor. Im Sommer 2017 zog er innerhalb der 1. Lig zu Balıkesirspor weiter.

### Nationalmannschaft
Cumali Bişi spielte sechsmal für die türkische U-18-Nationalmannschaft. Ab 2012 rückte er in die türkische U-20-Nationalmannschaft auf.
Im Rahmen der U-20-Fußball-Weltmeisterschaft 2013 wurde er in das Turnieraufgebot der türkische U-20-Nationalmannschaft berufen.

## Erfolge
Mit Çaykur Rizespor
- Vizemeister der TFF 1. Lig und Aufstieg in die Süper Lig: 2012/13

Mit der türkischen U-20-Nationalmannschaft
- Achtelfinalist der U-20-Fußball-Weltmeisterschaft: 2013